# Uia di Bessanese
De Uia di Bessanese is een 3604 meter hoge berg die behoort tot de Grajische Alpen. De berg ligt op de grens van de Italiaanse regio Piëmont en de Franse regio Auvergne-Rhône-Alpes.
Ten westen van de top strekt zich het Val di Ala uit waar de plaats Balme ligt. Aan de Franse zijde liggen de gemeenten Bonneval-sur-Arc en Bessans waar de berg naar vernoemd is.
De top is vanaf de Italiaanse zijde te bereiken vanuit Balme. Vanaf de hoogvlakte Pian della Mussa (1850 m) voert een pad naar de berghut Bartolomeo Gastaldi (2659 m). De tocht vervolgt over de Col d'Arnaz (2700 m) waarna men over Frans grondgebied langs de westwand de top bereikt.